# José San Román
José Ignacio San Román Canciani (San Martín, 17 agosto 1988) è un ex calciatore argentino, di ruolo difensore.

## Caratteristiche tecniche
È un terzino destro.

## Carriera
Cresciuto nelle giovanili del River Plate, esordisce in prima squadra il 10 dicembre 2006, disputando da titolare il match pareggiato 1-1 contro il Vélez Sarsfield.
Segna la sua prima rete il 15 maggio 2010, con la maglia del Tigre, proprio contro il River Plate, firmando il secondo gol nella roboante vittoria per 5-1.